# Стасюк, Николай Николаевич
Никола́й Никола́евич Стасю́к (11 декабря 1956, Екатериновская, Краснодарский край, СССР) — советский, узбекистанский и российский футболист, игравший на позиции вратаря, российский тренер.

## Карьера игрока
В 1979 году выступал за команду «Колос» из посёлка Октябрьского. С 1980 по 1981 год играл за пятигорский «Машук», в составе которого за 2 сезона принял участие в 25 матчах второй лиги СССР. C 1983 по 1992 год защищал цвета «Нефтяника» из Ферганы, за который провёл 269 встреч в первенстве СССР во второй и первой лигах, а так же 24 поединка, в которых пропустил 7 мячей, в высшей лиге Узбекистана. В составе ферганской команды 5 раз становился победителем зоны второй лиги СССР в сезонах 1983, 1987, 1988, 1989 и 1990 года, а также 1 раз чемпионом Узбекистана в сезоне 1992 года.
В межсезонье покинул узбекистанский клуб и перешёл в краснодарский «Колос», в составе которого затем в сезоне 1993 года в 25 матчах первой лиги России пропустил 30 голов. В 1994 и 1996 годах выступал за любительские команды «Колос» из станицы Павловской (7 игр, 10 пропущенных мячей) и «Рассвет» из села Троицкого (18 встреч, 16 пропущенных голов).

## Карьера тренера
После завершения карьеры игрока работал тренером в «Динамо» из станицы Полтавской (2000), «Руси» из Кореновска (2002), новороссийском «Черноморце» (2004), сочинском «Сочи-04» (2006), «Славянском» из Славянска-на-Кубани (2011—2013) и «Витязе» из Крымска (2013—2015).

## Достижения
Чемпион Узбекистана: 1992
 Победитель зоны второй лиги СССР: 1983, 1987, 1988, 1989, 1990